# Чапля руда
Чапля руда (Ardea purpurea) — вид птахів родини чаплевих. Афро-євразійський вид. В Україні гніздовий, перелітний птах. Вид перебуває під охороною Бернської конвенції та ряду інших природоохоронних документів.

## Зовнішній вигляд
Силует на землі і у польоті нагадує силует сірої чаплі, але руда значно менша, її довжина — 79 см, вага — близько 1,25 кг; довжина крила — в середньому 36-37 см, розмах крил — 1,4 м. Шия — руда з чорними смугами, верх тіла, хвіст і крила зверху — сірі, кінці плечового пір'я — іржаво-руді. Груди і живіт з боків — каштаново-червоні, середина черева — червона, ноги і дзьоб — жовтувато-бурі, низ крил — рудий. На голові добре помітний «чубок». Самці дещо більші за самок.
У порівнянні з іншими видами чапель того ж розміру, руда має довші пальці. Це допомагає їй вільно пересуватися по рослинності, що плаває на поверхні водойми, і перелазити з місця на місце в густому чагарнику або очереті. Великі лапи добре помітні у польоті і дозволяють відрізняти руду чаплю від її родичів.
Голос глухий, схожий на голос сірої чаплі.

## Поширення
В Євразії ареал цього виду тягнеться від Іспанії на заході до Індонезії на сході (див. карту). Руда чапля гніздиться в південній частині Піренейського півострова, в окремих районах Франції, в Нідерландах, потім від Північної Італії область її гніздування йде на схід через Балканський півострів і Угорщину до Іраку і Східного Пакистану. Далі — півострів Індостан, Цейлон, Індокитай і східні провінції Китаю. Східна межа поширення — Філіппінські острови, Рюкю і Тайвань, південна межа — Сулавесі і Малі Зондські острови.
В Африці гніздів'я рудої чаплі знаходяться в північних частинах Марокко і Тунісу, далі ареал тягнеться від озера Вікторія і верхньої течії річки Конго на південь до Кейптауна. Гніздиться вона і на Мадагаскарі.
В Україні це гніздовий, перелітний вид. Гніздиться в степовій і лісостеповій смугах; під час міграцій може траплятися скрізь.

## Спосіб життя
На дерева руда чапля сідає рідко, а за небезпеки — ховається в очереті, де стає мало помітною. Селиться переважно в плавнях великих річок — в очереті або вербових чагарниках з розкиданими посеред них затонами. Не водиться в лісистих ландшафтах.
Руда чапля може гарно маскуватися. Це часто роблять пташенята, якщо в гнізді їм загрожує небезпека, дорослі — рідше, лише в разі крайньої необхідності. При цьому чапля витягує шию та дзьоб вертикально вгору і застигає непорушно. Так її дуже важко помітити в очереті. Якщо ж ворог наближається, то чапля розкриває крила і намагається його злякати або відлітає.
На нічліг птиці збираються у великі зграї. Зі сходом сонця вони прокидаються і вирушають на полювання.

### Полювання
Як і сірі чаплі, руді підстерігають свою здобич, при цьому ці два близькі види не конкурують один з одним. Сірі чаплі полюють біля пологого берега на відкритій воді, а руді — добувають їжу в очереті або вербових чагарниках: заходять досить глибоко у воду, майже по саме черево, і годинами стоять на місці в очікуванні здобичі, не міняючи пози.
Основна їжа рудої чаплі — риба. Вона ловить її швидким рухом дзьоба, піднімає голову і заковтує здобич повністю, головою вперед. Переважно полює на окунів, коропів, вугрів і щук. Також руда чапля ловить всіх тварин, з якими може впоратися — ящірок, змій, вужів, раків, равликів, молюсків, павуків, водяних жуків, жаб і навіть часничниць, які виділяють смердючий секрет, та зрідка — дрібних ссавців: мишей-маляток і водяних полівок, а також поїдає пташенят водоплавних птахів. У місцях, де з'являється сарана, руді чаплі переходять на живлення нею. За потреби стравохід чапель може дуже сильно розтягуватися.
Людей руда чапля, як правило, уникає, але у пошуках корму може наближатися до рибальських селищ і зустрічається також в сільськогосподарських угіддях.

### Зимівля
Руді чаплі, що живуть в Африці, ведуть осілий спосіб життя. Євразійські популяції — перелітні, зимувати відлітають переважно в Африку — у вересні-жовтні, а інколи — в листопаді. Деякі зграї перетинають екватор.
Навесні перелітні руді чаплі повертається. В південні райони Європи, в тому числі — в Молдові і Херсонську область України, — в другій половині березня. В північніші райони гніздування — в першій половині квітня, а інколи і пізніше. Летять зазвичай вночі.

## Розмноження

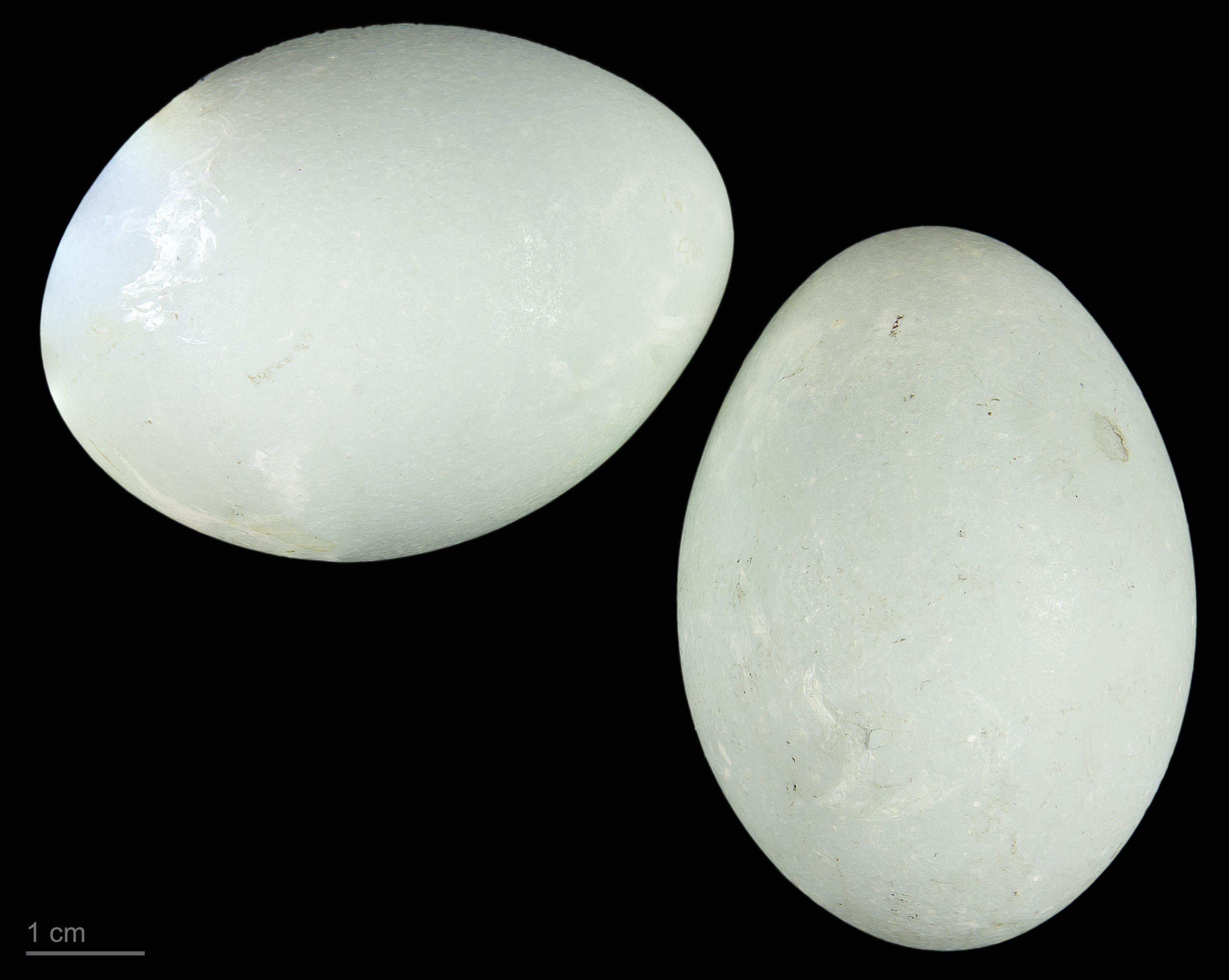
Яйце рудої чаплі (Ardea purpurea). Тулузький музей.

Як і всі чаплі, руді — моногамні птахи. Але рідко живуть окремо, віддаючи перевагу колоніям, в яких можуть жити до 20 пар. Перед спаровуванням виконують шлюбний танець — витягують шиї, розкланюються один перед одним і клацають дзьобами. Спаровуються ще на місцях зимівель, потім відлітають до місць гніздування.

### Гніздо
Гніздо зазвичай влаштовують в старому очереті. Його будують обидва партнери. Воно має форму платформи, складеної зі стебел очерету і гілок. Поруч нерідко будують ще одну резервну платформу — на ній відпочиває чапля, що змінилася з насиджування, а згодом сюди перебираються з гнізда деякі з пташенят. Поперечний діаметр гнізда зазвичай — 60 см, рідше — до 80 см. Заввишки воно може бути і до 2-х метрів. Лише у виняткових випадках руді чаплі влаштовують гнізда високо на деревах і дуже рідко — сідають на високі дерева, як це часто роблять сірі чаплі.
Будують гніздо і насиджують кладку обоє батьків. У гнізді вони виконують своєрідний ритуал, що нагадує шлюбний танець: церемонно вітають один одного, піднявши «чубчик», витягнувши шию і глухо кричать. Птиця, що зазвичай сидить в гнізді, неохоче покидає своє місце, піднімаючись лише після декількох ударів дзьоба партнера.
А під час насиджування яєць і турботи про пташенят постійно підновлюють крихке гніздо. Спочатку воно має вигляд воронки, складеної з хворостинок, пізніше чаплі утоптують його і воно стає пласким.

### Кладка
Яйця самка відкладає в середині травня. Вони ясно-блакитні, завдовжки 55 мм, значно менші, ніж у сірої чаплі. У кладці — від 3 до 5 яєць, рідко зустрічається до 8 яєць. Починає насиджування чапля після того, як з'явилося перше яйце. Час інкубації — від 24 до 28 днів. Різниця в строках вилуплення всередині однієї колонії може складати до 4 тижнів. Пізніше, у разі потреби, батьки закривають пташенят від сонця. А корм їм приносять в розширеній ділянці стравоходу — біля входу в шлунок. Пташенята хапають дорослих чапель збоку за дзьоб і тягнуть його до себе вниз.
У разі небезпеки 10-денні пташенята вилазять з гнізда, але потім знову повертаються. Через два місяці після вилуплення молоді чаплі, які ще рудіші за дорослих, вже можуть літати самостійно. Перед вильотом з гнізда вони вже ходять в очереті, але годуються ще в гнізді. У віці 7-8 тижнів лишають гніздо, яке чаплі використовують і в наступному році.
У молодих рудих чапель немає прикрас з пір'я. Все оперення їх здається матовим.

## Охорона
Стан більшості природних популяцій виду в межах ареалу залишається більш-менш стабільним. Саме тому він, згідно Червоного списку МСОП, отримав охоронний статус «відносно благополучний вид». Але в окремих регіонах спостерігається тенденція до зниження чисельності популяції виду, що потребує запровадження охоронних заходів. Тому, чапля руда занесена до Додатку ІІ Бернської конвенції (охоронна категорія: вид підлягає особливій охороні) та Резолюції 6 (види, що потребують спеціальних заходів збереження їхніх оселищ) цієї ж конвенції. Крім того, вид охороняється Боннською конвенцією (Додаток ІІ. Види, стан яких є несприятливим), а також Директивою Європейського Союзу 2009/147/ЄС «Про захист диких птахів» (Додаток І. Види і підвиди, що знаходяться під загрозою вимирання, які є вразливими, рідкісними або специфічними з екологічної точки зору). На регіональному рівні в Україні чапля руда занесена до Червоних книг/списків тварин Закарпатської, Луганської, Миколаївської, Сумської та Харківської областей.